# Доростольська єпархія
Доростольська єпархія (болг. Доростолска епархия) — єпархія Православної церкви Болгарії з катедрою в місті Сілістра (стара назва: Доростол) і архієрейськими намісництвами в Дулово, Карапеліті і Алфатарі.

## Історія
Християнська проповідь прийшла в римське місто Доростол не пізніше кінця III століття. Перші згадки про єпископську кафедру в Доростолі відносяться до другої половини IV століття. У 383 кафедру займав єпископ Авксентій.
28 лютого 1870 султан Абдул-Азіз видав фірман про створення Болгарського екзархату; 10—й пункт фірману, поділяв екзархат на 15 єпархій, у числі яких була і Сілістренська.
На Народних зборах в 1870 в Константинополі було вирішено об'єднати Русенську і Сілістренську єпархії в єдину Доростоло—Червенську митрополію, з кафедрою в Русе, а в 1872 був обраний правлячий єпископ нової єпархії.
Рішенням V Церковно—народних зборів від 17 грудня 2001 Доростоло—Червенська єпархія була розділена на Русенську і Доростольську єпархії.

## Єпископи
Сілістрінська єпархія
- Христофор (1082—1085)
- Лев (1166—1167)
- Захар (1360)
- Калліст (1438—1439)
- Парфеній (1564—1580)
- Григорій (травень 1590 — червень 1591)
- Іоасаф (січень 1605)
- Митрофан (серпень 1618)
- Іоаким (січень 1618—1633)
- Мелетій (1622—1626)
- Антоній (серпень 1623 — серпень 1643)
- Григорій (1631)
- Паїсій (1647)
- Антоній (1650)
- Макарій (1674)
- Діонісій (обраний 21 березня 1674)
- Макарій (березень 1677 — жовтень 1684)
- Геннадій (1682—1683)
- Парфеній (лютий 1687 — березень 1689)
- Афанасій (липень 1691 — жовтень 1710)
- Ієрофей (в миру Іван Комнін; обраний в 1710)
- Серафим (1719—1725)
- Константин (1725—1734)
- Варфоломій (1734—1764)
- Кирило (1764)
- Парфеній (липень 1764—1790)
- Григорій Ι (грудень 1790—1800)
- Григорій ΙΙ (вересень 1800 — січень 1806)
- Кирило (січень 1806—1813)
- Каллінік (квітень 1813—1821)
- Анфім (березень 1821 — листопад 1836)
- Григорій (листопад 1836—1839 / 1840)
- Ієронім (січень 1840—1851)
- Діонісій (18 листопада 1851—1867)
- Матвій (вересень 1867 — жовтень 1876) [13]

Доростоло—Червенська єпархія (з кафедрою в Русе)
- Дорофей (Спасов) (1871 — 1 липня 1872)
- Григорій (Немцов) (1 липня 1872 — 16 січня 1898)
- Василь (Михайлов) (18 липня 1899 — 24 грудня 1927)
- Михайло (Чавдаров) (10 квітня 1927 — 8 травня 1961)
- Софроній (Стойчев) (11 березня 1962 — 18 травня 1992)
- Неофіт (Димитров) (3 квітня 1994 — 17 грудня 2001)

Доростолька єпархія
- Неофіт (Димитров) (17 грудня 2001 — 12 жовтня 2003)
- Іларіон (Цонев) (12 жовтня 2003 — 28 жовтня 2009)
- Амвросій (Парашкевов) (17 січня 2010 —  18 серпня 2020)
  - Антоній (Михалев)[bg] (в.о., 18 серпня 2020 —  25 жовтня 2020)
- Яків (Дончев)[bg] (з 25 жовтня 2020)